# Leśna muzyka (live, czyli na żywo)
Leśna muzyka (live, czyli na żywo) – album koncertowy polskiego piosenkarza Dawida Podsiadły. Wydawnictwo ukazało się 3 grudnia 2021 nakładem wytwórni muzycznej Pur Pur w dystrybucji Sony Music Entertainment Poland.  Album składa się z utworów zarejestrowanych podczas trasy koncertowej Dawida Podsiadły przez Polskę.
Pod względem muzycznym płyta łączy w sobie przede wszystkim pop, muzykę niezależną, a także indie pop.
Płyta zadebiutowała na 1. miejscu polskiej listy sprzedaży – OLiS. Album otrzymał w Polsce status platynowej płyty, przekraczając liczbę 30 tysięcy sprzedanych kopii.
W marcu 2023 wydawnictwo uzyskało nominację do nagrody polskiego przemysłu fonograficznego Fryderyka w kategorii: Album roku – nagranie koncertowe. Podczas gali 22 kwietnia 2023 album został jej laureatem.

## Lista utworów
Opracowano na podstawie materiału źródłowego.
| Nr  | Tytuł utworu               | Słowa                                                                                               | Muzyka                                               | Długość |
| --- | -------------------------- | --------------------------------------------------------------------------------------------------- | ---------------------------------------------------- | ------- |
| 1.  | „Intro/Bela – Live”        | Aleksander Świerkot, Bogdan Kondracki, Daniel Walczak, Dawid Podsiadło, Michał Sęk, Piotr Jabłoński | Dawid Podsiadło, Jakub Galiński, Aleksander Świerkot | 6:35    |
| 2.  | „Najnowszy klip – Live”    | Bartosz Dziedzic, Dawid Podsiadło                                                                   | Dawid Podsiadło, Jakub Galiński, Aleksander Świerkot | 4:54    |
| 3.  | „Matylda – Live”           | Bartosz Dziedzic, Dawid Podsiadło                                                                   | Dawid Podsiadło, Jakub Galiński, Aleksander Świerkot | 5:35    |
| 4.  | „No – Live”                | Bogdan Kondracki, Dawid Podsiadło                                                                   | Dawid Podsiadło, Jakub Galiński, Aleksander Świerkot | 4:04    |
| 5.  | „Co mówimy? – Live”        | Bartosz Dziedzic, Dawid Podsiadło                                                                   | Dawid Podsiadło, Jakub Galiński, Aleksander Świerkot | 5:08    |
| 6.  | „Dżins – Live”             | Bartosz Dziedzic, Dawid Podsiadło                                                                   | Dawid Podsiadło, Jakub Galiński, Aleksander Świerkot | 5:12    |
| 7.  | „Forest – Live”            | Aleksander Świerkot, Bogdan Kondracki, Daniel Walczak, Dawid Podsiadło, Michał Sęk, Piotr Jabłoński | Dawid Podsiadło, Jakub Galiński, Aleksander Świerkot | 4:14    |
| 8.  | „W dobrą stronę – Live”    | Bogdan Kondracki, Dawid Podsiadło                                                                   | Dawid Podsiadło, Jakub Galiński, Aleksander Świerkot | 3:44    |
| 9.  | „Kosmiczne energie – Live” | Ralph Kamiński                                                                                      | Dawid Podsiadło, Jakub Galiński, Aleksander Świerkot | 5:15    |
| 10. | „Małomiasteczkowy – Live”  | Bartosz Dziedzic, Dawid Podsiadło                                                                   | Dawid Podsiadło, Jakub Galiński, Aleksander Świerkot | 3:54    |
| 11. | „Trofea – Live”            | Bartosz Dziedzic, Dawid Podsiadło                                                                   | Dawid Podsiadło, Jakub Galiński, Aleksander Świerkot | 4:30    |
| 12. | „Pastempomat – Live”       | Bogdan Kondracki, Dawid Podsiadło, Karolina Kozak                                                   | Dawid Podsiadło, Jakub Galiński, Aleksander Świerkot | 4:10    |
| 13. | „No part II/lis – Live”    | Bartosz Dziedzic, Bogdan Kondracki, Dawid Podsiadło                                                 | Dawid Podsiadło, Jakub Galiński, Aleksander Świerkot | 8:03    |
| 14. | „Nie kłami – Live”         | Bartosz Dziedzic, Dawid Podsiadło                                                                   | Dawid Podsiadło, Jakub Galiński, Aleksander Świerkot | 3:56    |
| 15. | „Nieznajomy – Live”        | Bogdan Kondracki, Dawid Podsiadło, Karolina Kozak                                                   | Dawid Podsiadło, Jakub Galiński, Aleksander Świerkot | 6:52    |
|     |                            | |                                                      | 1:16:06 |

## Twórcy
Opracowano na podstawie materiału źródłowego.
- Dawid Podsiadło – wokal prowadzący
- Dawid Podsiadło, Jakub Galiński, Aleksander Świerkot – produkcja muzyczna
- Dawid Podsiadło, Bartosz Dziedzic, Karolina Kozak, Bogdan Kondracki, Ralph Kaminski, Daniel Walczak, Michał Sęk, Piotr Jabłoński, – teksty piosenek

## Pozycja na liście sprzedaży
| Kraj   | Lista (2023)  | Najwyższa pozycja |
| ------ | ------------- | ----------------- |
| Polska | OLiS – albumy | 1                 |

## Certyfikaty
| Kraj          | Certyfikat      | Sprzedaż |
| ------------- | --------------- | -------- |
| Polska (ZPAV) | platynowa płyta | 30 000+  |